# Al-Ma’adi

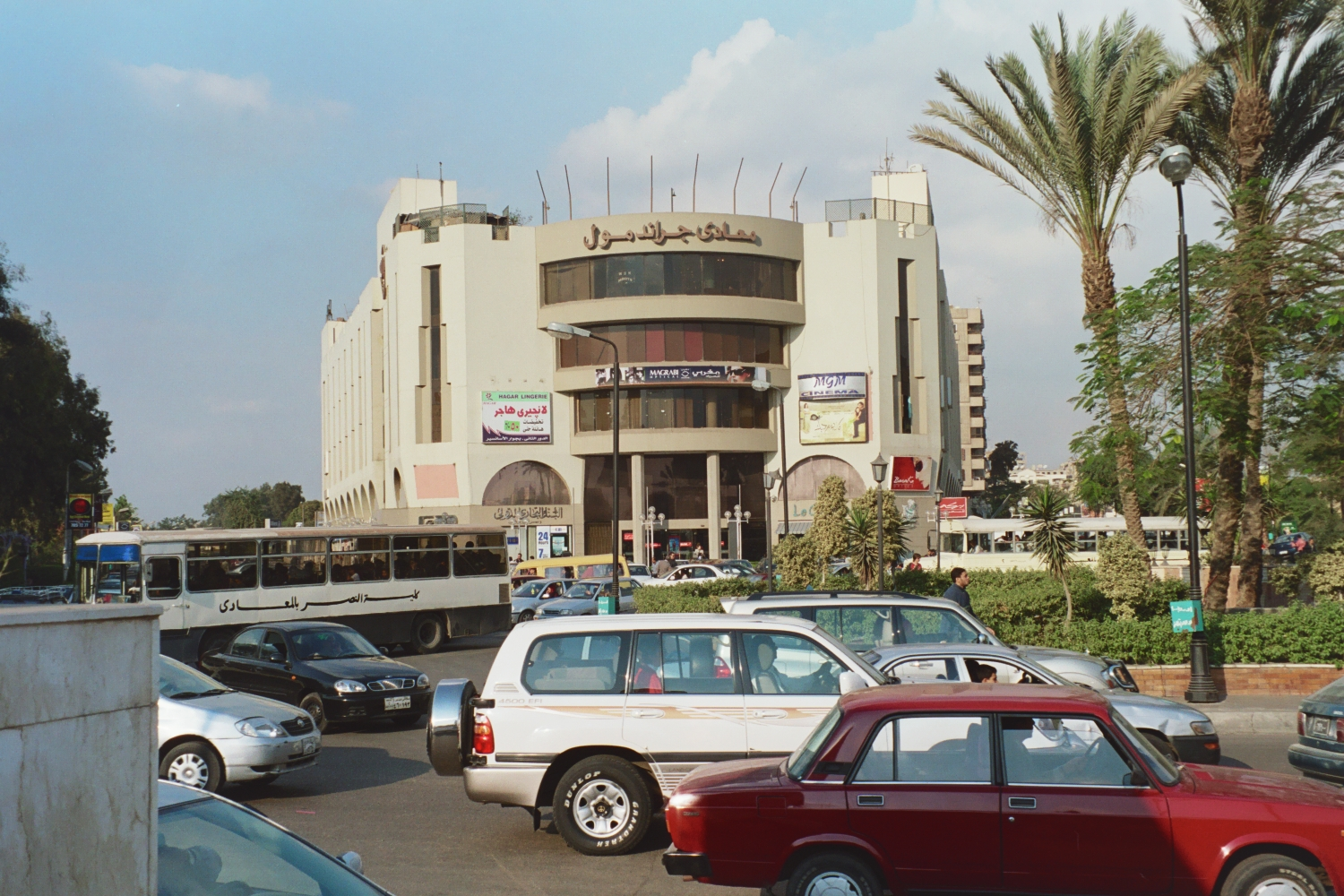
Al-Ma’adi

Al-Ma’adi (arab. المعادي) – dzielnica Kairu na prawym (wschodnim) brzegu Nilu, około 12 km na południe od centrum stolicy Egiptu, Kairu, wchodzące w skład kairskiej aglomeracji.

## Historia
Al-Ma’adi usytuowane jest w miejscu, w którym w starożytności istniała osada nad Nilem. Pozostałości tej osady są obecnie badane archeologicznie, ale jest to utrudnione ze względu na postępującą urbanizację.
Początków współczesnego Al-Ma’adi należy upatrywać w 1904 roku, kiedy rozpoczęto budowę połączenia kolejowego pomiędzy Kairem a Heluanem, co doprowadziło do wzrostu cen ziemi powstania nowego miasta w pobliżu trasy. Stopniowo zabudowaniu uległy tereny aż do brzegów Nilu. Na wschód od linii kolejowej ulokowano ponadto obóz wojskowy.

## Al-Ma’adi dziś
W Al-Ma’adi istnieje szachownicowy układ ulic. Z tego założenia urbanistycznego wyłamuje się tylko kilka głównych ulic przebiegających przez całe miasto i krzyżujących się ze sobą na reprezentacyjnych bulwarach. Ulice zamiast nazw mają najczęściej przyporządkowany numer.
W Al-Ma’adi dominuje niska kilkupiętrowa zabudowa. Wyższe budynki ulokowane są w pobliżu rzeki.
W mieście znajduje się szkoła francuska oraz ambasady Szwajcarii, Peru, Meksyku i Argentyny.
W mieście znajduje się kilka kościołów i synagoga, które obsługują licznie zamieszkujących Al-Ma’adi cudzoziemców. Wydawane są lokalne gazety adresowane do tych właśnie potencjalnych czytelników. Młodzież może skorzystać z dosyć szerokiej oferty szkół z obcym językiem wykładowym, na którą składa się: Liceum Francuskie – Lycée Français du Caire, Szkoła Amerykańska – Cairo American College oraz Szkoła Brytyjska (Maadi British International School).

## Infrastruktura
Przez Al-Ma’adi przebiega pierwsza linia kairskiego metra, która ma tu trzy stacje, a która zastąpiła linię kolejową Kair-Heluan. W planach jest budowa kolejnej linii metra. Ruch kolejowy w Al-Ma’adi został zredukowany do przewozów towarowych obsługiwanych przez Egipskie Koleje Państwowe.
Gęstość zaludnienia w Al-Ma’adi jest najmniejsza z całego obszaru Kairu.